# Peyia 2014
O Peyia 2014 é um clube de futebol cipriota de Peyia, Chipre. A equipe compete no Campeonato Cipriota de Futebol .

## História
O clube foi fundado em 2014.